# Adonisedec
Adonisedec (en hebreo: ‘Adônî-tsedeq, que en español significa «mi Señor es justo» o «Señor de la justicia») fue un rey de Jerusalén según el Libro de Josué que, junto con sus aliados, asedió la ciudad de Gabaón cuando los gabaonitas firmaron un pacto con los israelitas. Josué, líder de los israelitas, logró derrotarlo en Maceda, causándole la muerte y exhibiendo su cuerpo colgado de un árbol.

## Contexto Histórico
Vivió durante el período en el que los israelitas, liderados por Josué, ingresaron a la Tierra Prometida después de cruzar el río Jordán. Este evento marcó la conquista de la ciudad de Jericó, una de las primeras victorias importantes de los israelitas en su intento de establecerse en la tierra que Dios les había prometido.
Era el rey amorreo de Jerusalén en el momento de la llegada de los israelitas. Su liderazgo estaba centrado en la ciudad fortificada de Jericó, que era una posición estratégica clave en la región.

## Enfrentamiento con Josué
La Biblia relata que Adonisedec fue uno de los reyes que se unió para resistir la invasión israelita. Josué 10:1-11 describe cómo Adonisedec se alió con otros reyes amorreos para luchar contra los israelitas. Sin embargo, su intento de resistencia fue infructuoso, ya que Dios estaba del lado de los israelitas.

#### Derrota y Conquista de Jericó
Jericó fue sitiada y conquistada de una manera única y milagrosa. Los israelitas, siguiendo las instrucciones de Dios, marcharon alrededor de las murallas de Jericó durante siete días. En el séptimo día, después de siete vueltas alrededor de la ciudad, las murallas de Jericó cayeron, y los israelitas tomaron la ciudad.